# Lista de moedas em circulação
Há 180 moedas reconhecidas como moeda de curso forçado nos estados-membros da Organização das Nações Unidas (ONU), estados observadores não membros da Assembleia Geral da ONU, estados parcialmente reconhecidos ou não reconhecidos e suas dependências. Entretanto, excluindo as moedas atreladas [en] (taxa de câmbio fixa), há apenas 130 moedas que são independentes ou atreladas a uma cesta de moedas [en]. As dependências e os estados não reconhecidos são listados aqui somente se outra moeda for usada em seu território, que seja diferente da moeda do estado que os administra ou tem jurisdição sobre eles.

## Critérios de inclusão
Uma moeda é um tipo de dinheiro e meio de troca. A moeda inclui notas de papel, algodão ou polímero e moedas de metal. Os estados têm geralmente o monopólio da emissão de moeda, embora alguns estados compartilhem moedas com outros estados. Para os fins desta lista, apenas as moedas de curso forçado, incluindo aquelas usadas no comércio real ou emitidas para fins comemorativos, são consideradas “moedas circulantes”. Isso inclui unidades fracionárias que não têm forma física, mas são reconhecidas pelo Estado emissor, como o mill dos Estados Unidos, o millieme egípcio, e o rin japonês. Moedas usadas por entidades não estatais, como a Ordem Militar Soberana de Malta, moedas de emergência usadas por entidades privadas e outras moedas privadas, virtuais e alternativas não estão incluídas nesta lista.
- Dólar estadunidense, moeda oficial dos Estados Unidos. A moeda de reserva dominante no mundo e a mais negociada globalmente.
- Euro, a moeda usada pela maioria dos países e territórios, a segunda maior moeda de reserva e a segunda mais negociada.
- Algumas moedas, como o Apsar abcásio, não são usadas no comércio cotidiano, mas têm curso forçado em sua jurisdição emissora.

## Lista de moedas circulantes por estado ou território
| Legenda                                                                                     |
| ------------------------------------------------------------------------------------------- |
| Indica que uma determinada moeda está atrelada a outra moeda                                |
| O itálico indica um estado ou território com um baixo nível de reconhecimento internacional |

| Estado / Território                    | Moeda                            | Símbolo ou Abrev. | Código ISO | Unidade fracionária | Número base |
| -------------------------------------- | -------------------------------- | ----------------- | ---------- | ------------------- | ----------- |
| Abkhazia                               | Apsar abcásio                    | аҧ                | (nenhum)   | (nenhuma)           | (nenhum)    |
| Abkhazia                               | Rublo russo                      | ₽                 | RUB        | Kopeck              | 100         |
| Afeganistão                            | Afegane                          | ؋‎                 | AFN        | Pul                 | 100         |
| Acrotíri e Deceleia                    | Euro                             | €                 | EUR        | Cent                | 100         |
| Albânia                                | Lek                              | L                 | ALL        | Qintar              | 100         |
| Argélia                                | Dinar argelino                   | DA                | DZD        | Centime             | 100         |
| Andorra                                | Euro                             | €                 | EUR        | Cent                | 100         |
| Angola                                 | Kwanza                           | Kz                | AOA        | Cêntimo             | 100         |
| Anguila                                | Dólar do Caribe Oriental         | EC$               | XCD        | Cent                | 100         |
| Antigua and Barbuda                    | Dólar do Caribe Oriental         | EC$               | XCD        | Cent                | 100         |
| Argentina                              | Peso argentino                   | $                 | ARS        | Centavo             | 100         |
| Armênia                                | Dram arménio                     | ֏                 | AMD        | Luma                | 100         |
| Aruba                                  | Florim arubano                   | ƒ                 | AWG        | Cent                | 100         |
| Ilha de Ascensão                       | Libra de Santa Helena            | £                 | SHP        | Penny               | 100         |
| Austrália                              | Dólar australiano                | $                 | AUD        | Cent                | 100         |
| Áustria                                | Euro                             | €                 | EUR        | Cent                | 100         |
| Azerbaidjão                            | Manate azeri                     | ₼                 | AZN        | Qəpik               | 100         |
| Bahamas                                | Dólar baamiano                   | $                 | BSD        | Cent                | 100         |
| Bahrein                                | Dinar bareinita                  | BD                | BHD        | Fils                | 1000        |
| Bangladesh                             | Taka                             | ৳                 | BDT        | Poisha              | 100         |
| Barbados                               | Dólar barbadense                 | $                 | BBD        | Cent                | 100         |
| Bielorússia                            | Rublo bielorrusso                | Br                | BYN        | Kopeck              | 100         |
| Bélgica                                | Euro                             | €                 | EUR        | Cent                | 100         |
| Belize                                 | Dólar de Belize                  | $                 | BZD        | Cent                | 100         |
| Benim                                  | Franco CFA da África Ocidental   | F.CFA             | XOF        | Centime             | 100         |
| Bermuda                                | Dólar bermudense                 | $                 | BMD        | Cent                | 100         |
| Butão                                  | Ngultrum                         | Nu                | BTN        | Chetrum             | 100         |
| Butão                                  | Rupia indiana                    | ₹                 | INR        | Paisa               | 100         |
| Bolívia                                | Boliviano                        | Bs                | BOB        | Centavo             | 100         |
| Bonaire                                | Dólar dos Estados Unidos         | $                 | USD        | Cent                | 100         |
| Bósnia e Herzegovina                   | Marco conversível                | KM                | BAM        | Fening              | 100         |
| Botswana                               | Pula                             | P                 | BWP        | Thebe               | 100         |
| Brasil                                 | Real                             | R$                | BRL        | Centavo             | 100         |
| Território Britânico do Oceano Índico  | Dólar dos Estados Unidos         | $                 | USD        | Cent                | 100         |
| Ilhas Virgens Britânicas               | Dólar dos Estados Unidos         | $                 | USD        | Cent                | 100         |
| Brunei                                 | Dólar de Brunei                  | $                 | BND        | Sen                 | 100         |
| Brunei                                 | Dólar de Singapura               | $                 | SGD        | Cent                | 100         |
| Bulgária                               | Lev búlgaro                      | lv.               | BGN        | Stotinka            | 100         |
| Burkina Faso                           | Franco CFA da África Ocidental   | F.CFA             | XOF        | Centime             | 100         |
| Burundi                                | Franco do Burundi                | FBu               | BIF        | Centime             | 100         |
| Camboja                                | Riel cambojano                   | ៛                 | KHR        | Sen                 | 100         |
| Camboja                                | Dólar dos Estados Unidos         | $                 | USD        | Cent                | 100         |
| Camarões                               | Franco CFA da África Central     | F.CFA             | XAF        | Centime             | 100         |
| Canadá                                 | Dólar canadense                  | $                 | CAD        | Cent                | 100         |
| Cabo Verde                             | Escudo cabo-verdiano             |                   | CVE        | Centavo             | 100         |
| Ilhas Cayman                           | Dólar das Ilhas Caimã            | $                 | KYD        | Cent                | 100         |
| República Centro-Africana              | Franco CFA da África Central     | F.CFA             | XAF        | Centime             | 100         |
| Chade                                  | Franco CFA da África Central     | F.CFA             | XAF        | Centime             | 100         |
| Chile                                  | Peso chileno                     | $                 | CLP        | Centavo             | 100         |
| China                                  | Renminbi                         | ¥                 | CNY        | Jiao                | 10          |
| Colômbia                               | Peso colombiano                  | $                 | COP        | Centavo             | 100         |
| Comores                                | Franco comoriano                 | FC                | KMF        | Centime             | 100         |
| República Democrática do Congo         | Franco congolês                  | FC                | CDF        | Centime             | 100         |
| República do Congo                     | Franco CFA da África Central     | F.CFA             | XAF        | Centime             | 100         |
| Ilhas Cook                             | Dólar das Ilhas Cook             | $                 | (nenhum)   | Cent                | 100         |
| Ilhas Cook                             | Dólar neozelandês                | $                 | NZD        | Cent                | 100         |
| Costa Rica                             | Colón costa-riquenho             | ₡                 | CRC        | Céntimo             | 100         |
| Costa do Marfim                        | Franco CFA da África Ocidental   | F.CFA             | XOF        | Centime             | 100         |
| Croácia                                | Euro                             | €                 | EUR        | Cent                | 100         |
| Cuba                                   | Peso cubano                      | $                 | CUP        | Centavo             | 100         |
| Curaçau                                | Florim das Antilhas Neerlandesas | ƒ                 | ANG        | Cent                | 100         |
| Chipre                                 | Euro                             | €                 | EUR        | Cent                | 100         |
| República Tcheca                       | Coroa checa                      | Kč                | CZK        | Heller              | 100         |
| Dinamarca                              | Coroa dinamarquesa               | kr                | DKK        | Øre                 | 100         |
| Djibouti                               | Franco do Jibuti                 | Fdj               | DJF        | Centime             | 100         |
| Dominica                               | Dólar do Caribe Oriental         | EC$               | XCD        | Cent                | 100         |
| República Dominicana                   | Peso dominicano                  | $                 | DOP        | Centavo             | 100         |
| Timor-Leste                            | Dólar dos Estados Unidos         | $                 | USD        | Centavo             | 100         |
| Equador                                | Dólar dos Estados Unidos         | $                 | USD        | Centavo             | 100         |
| Egito                                  | Libra egípcia                    | LE                | EGP        | Piastre             | 100         |
| El Salvador                            | Dólar dos Estados Unidos         | $                 | USD        | Cent                | 100         |
| El Salvador                            | Bitcoin                          | ₿                 | (nenhum)   | Satoshi             | 100000000   |
| Guiné Equatorial                       | Franco CFA da África Central     | F.CFA             | XAF        | Centime             | 100         |
| Eritreia                               | Nakfa                            | Nkf               | ERN        | Cent                | 100         |
| Estônia                                | Euro                             | €                 | EUR        | Cent                | 100         |
| Essuatíni                              | Lilanguéni                       | L ou E (pl.)      | SZL        | Cent                | 100         |
| Essuatíni                              | Rand                             | R                 | ZAR        | Cent                | 100         |
| Etiópia                                | Ethiopian birr                   | Br                | ETB        | Santim              | 100         |
| Ilhas Malvinas                         | Libra das Ilhas Malvinas         | £                 | FKP        | Penny               | 100         |
| Ilhas Malvinas                         | Libra esterlina                  | £                 | GBP        | Penny               | 100         |
| Ilhas Faroé                            | Coroa dinamarquesa               | kr                | DKK        | Øre                 | 100         |
| Ilhas Faroé                            | Coroa feroesa                    | kr                | (nenhum)   | Oyra                | 100         |
| Fiji                                   | Dólar de Fiji                    | $                 | FJD        | Cent                | 100         |
| Finlândia                              | Euro                             | €                 | EUR        | Cent                | 100         |
| França                                 | Euro                             | €                 | EUR        | Cent                | 100         |
| Polinésia Francesa                     | Franco CFP                       | ₣                 | XPF        | Centime             | 100         |
| Terras Austrais e Antárticas Francesas | Euro                             | €                 | EUR        | Cent                | 100         |
| Gabão                                  | Franco CFA da África Central     | F.CFA             | XAF        | Centime             | 100         |
| Gâmbia                                 | Dalasi                           | D                 | GMD        | Butut               | 100         |
| Geórgia                                | Lari (moeda)                     | ₾                 | GEL        | Tetri               | 100         |
| Alemanha                               | Euro                             | €                 | EUR        | Cent                | 100         |
| Gana                                   | Cedi                             | ₵                 | GHS        | Pesewa              | 100         |
| Gibraltar                              | Libra de Gibraltar               | £                 | GIP        | Penny               | 100         |
| Gibraltar                              | Libra esterlina                  | £                 | GBP        | Penny               | 100         |
| Grécia                                 | Euro                             | €                 | EUR        | Cent                | 100         |
| Groenlândia                            | Coroa dinamarquesa               | kr                | DKK        | Øre                 | 100         |
| Granada                                | Dólar do Caribe Oriental         | EC$               | XCD        | Cent                | 100         |
| Guatemala                              | Quetzal                          | Q                 | GTQ        | Centavo             | 100         |
| Guernsey                               | Libra de Guernsey [en]           | £                 | (nenhum)   | Penny               | 100         |
| Guernsey                               | Libra esterlina                  | £                 | GBP        | Penny               | 100         |
| Guiné                                  | Franco da Guiné                  | Fr                | GNF        | Centime             | 100         |
| Guiné-Bissau                           | Franco CFA da África Ocidental   | F.CFA             | XOF        | Centime             | 100         |
| Guiana                                 | Dólar da Guiana                  | $                 | GYD        | Cent                | 100         |
| Haiti                                  | Gourde                           | G                 | HTG        | Centime             | 100         |
| Honduras                               | Lempira                          | L                 | HNL        | Centavo             | 100         |
| Hong Kong                              | Dólar de Hong Kong               | $                 | HKD        | Cent                | 100         |
| Hungria                                | Florim húngaro                   | Ft                | HUF        | Fillér              | 100         |
| Islândia                               | Coroa islandesa                  | kr                | ISK        | Eyrir               | 100         |
| Índia                                  | Rupia indiana                    | ₹                 | INR        | Paisa               | 100         |
| Indonésia                              | Rupia indonésia                  | Rp                | IDR        | Sen                 | 100         |
| Irã                                    | Rial iraniano                    | Rl ou Rls (pl.)   | IRR        | Rial                | 1           |
| Iraque                                 | Dinar iraquiano                  | ID                | IQD        | Fils                | 1000        |
| Irlanda                                | Euro                             | €                 | EUR        | Cent                | 100         |
| Ilha de Man                            | Libra manesa                     | £                 | (nenhum)   | Penny               | 100         |
| Ilha de Man                            | Libra esterlina                  | £                 | GBP        | Penny               | 100         |
| Israel                                 | Novo shekel israelense           | ₪                 | ILS        | Agora               | 100         |
| Itália                                 | Euro                             | €                 | EUR        | Cent                | 100         |
| Jamaica                                | Dólar jamaicano                  | $                 | JMD        | Cent                | 100         |
| Japão                                  | Iene                             | ¥                 | JPY        | Sen                 | 100         |
| Jersey                                 | Libra de Jersey [en]             | £                 | (nenhum)   | Penny               | 100         |
| Jersey                                 | Libra esterlina                  | £                 | GBP        | Penny               | 100         |
| Jordânia                               | Dinar jordano                    | JD                | JOD        | Piastre             | 100         |
| Cazaquistão                            | Tenge                            | ₸                 | KZT        | Tıyn                | 100         |
| Quênia                                 | Xelim queniano                   | Sh ou Shs (pl.)   | KES        | Cent                | 100         |
| Kiribati                               | Dólar de Quiribáti               | $                 | (nenhum)   | Cent                | 100         |
| Kiribati                               | Dólar australiano                | $                 | AUD        | Cent                | 100         |
| Coreia do Norte                        | Won norte-coreano                | ₩                 | KPW        | Chon                | 100         |
| Coreia do Sul                          | Won sul-coreano                  | ₩                 | KRW        | Jeon                | 100         |
| Kosovo                                 | Euro                             | €                 | EUR        | Cent                | 100         |
| Kuwait                                 | Dinar kuwaitiano                 | KD                | KWD        | Fils                | 1000        |
| Quirguistão                            | Som (moeda quirguiz)             | ⃀                 | KGS        | Tyiyn               | 100         |
| Laos                                   | Kip                              | ₭                 | LAK        | Att                 | 100         |
| Letônia                                | Euro                             | €                 | EUR        | Cent                | 100         |
| Líbano                                 | Libra libanesa                   | LL                | LBP        | Piastre             | 100         |
| Lesoto                                 | Loti                             | L ou M (pl.)      | LSL        | Sente               | 100         |
| Lesoto                                 | Rand                             | R                 | ZAR        | Cent                | 100         |
| Ilhas Geórgia do Sul e Sandwich do Sul | Libra das Ilhas Malvinas         | £                 | FKP        | Penny               | 100         |
| Ilhas Geórgia do Sul e Sandwich do Sul | Libra esterlina                  | £                 | GBP        | Penny               | 100         |
| Libéria                                | Dólar liberiano                  | $                 | LRD        | Cent                | 100         |
| Libéria                                | Dólar dos Estados Unidos         | $                 | USD        | Cent                | 100         |
| Líbia                                  | Dinar líbio                      | LD                | LYD        | Dirrã               | 1000        |
| Liechtenstein                          | Franco suíço                     | Fr                | CHF        | Rappen              | 100         |
| Lituânia                               | Euro                             | €                 | EUR        | Cent                | 100         |
| Luxemburgo                             | Euro                             | €                 | EUR        | Cent                | 100         |
| Macau                                  | Pataca de Macau                  | $ ou P            | MOP        | Avo                 | 100         |
| Macau                                  | Dólar de Hong Kong               | $                 | HKD        | Cent                | 100         |
| Madagascar                             | Ariary malgaxe                   | Ar                | MGA        | Iraimbilanja        | 5           |
| Malawi                                 | Kwacha do Maláui                 | K                 | MWK        | Tambala             | 100         |
| Malásia                                | Ringuite                         | RM                | MYR        | Sen                 | 100         |
| Maldivas                               | Rupia maldívia                   | Rf                | MVR        | Laari               | 100         |
| Mali                                   | Franco CFA da África Ocidental   | F.CFA             | XOF        | Centime             | 100         |
| Malta                                  | Euro                             | €                 | EUR        | Cent                | 100         |
| Ilhas Marshall                         | Dólar dos Estados Unidos         | $                 | USD        | Cent                | 100         |
| Mauritânia                             | Uguia                            | UM                | MRU        | Khoums              | 5           |
| Maurícia                               | Rupia mauriciana                 | Re ou Rs (pl.)    | MUR        | Cent                | 100         |
| México                                 | Peso mexicano                    | $                 | MXN        | Centavo             | 100         |
| Estados Federados da Micronésia        | Dólar dos Estados Unidos         | $                 | USD        | Cent                | 100         |
| Moldávia                               | Leu moldávio                     | Leu ou Lei (pl.)  | MDL        | Ban                 | 100         |
| Mônaco                                 | Euro                             | €                 | EUR        | Cent                | 100         |
| Mongólia                               | Tugrik                           | ₮                 | MNT        | Möngö               | 100         |
| Montenegro                             | Euro                             | €                 | EUR        | Cent                | 100         |
| Monserrate                             | Dólar do Caribe Oriental         | EC$               | XCD        | Cent                | 100         |
| Marrocos                               | Dirrã marroquino                 | DH                | MAD        | Centime             | 100         |
| Moçambique                             | Metical                          | Mt                | MZN        | Centavo             | 100         |
| Myanmar                                | Quiate                           | K ou Ks (pl.)     | MMK        | Pya                 | 100         |
| Namíbia                                | Dólar da Namíbia                 | $                 | NAD        | Cent                | 100         |
| Namíbia                                | Rand                             | R                 | ZAR        | Cent                | 100         |
| Nauru                                  | Dólar australiano                | $                 | AUD        | Cent                | 100         |
| Nepal                                  | Rupia nepalesa                   | Re ou Rs (pl.)    | NPR        | Paisa               | 100         |
| Nepal                                  | Rupia indiana                    | ₹                 | INR        | Paisa               | 100         |
| Países Baixos                          | Euro                             | €                 | EUR        | Cent                | 100         |
| Nova Caledônia                         | Franco CFP                       | ₣                 | XPF        | Centime             | 100         |
| Nova Zelândia                          | Dólar neozelandês                | $                 | NZD        | Cent                | 100         |
| Nicarágua                              | Córdoba (moeda)                  | C$                | NIO        | Centavo             | 100         |
| Níger                                  | Franco CFA                       | F.CFA             | XOF        | Centime             | 100         |
| Nigéria                                | Naira                            | ₦                 | NGN        | Kobo                | 100         |
| Niue                                   | Dólar neozelandês                | $                 | NZD        | Cent                | 100         |
| Niue                                   | Dólar de Niue [en]               | $                 | (nenhum)   | Cent                | 100         |
| Macedônia do Norte                     | Dinar macedónio                  | DEN               | MKD        | Deni                | 100         |
| Chipre do Norte                        | Lira turca                       | ₺                 | TRY        | Kuruş               | 100         |
| Noruega                                | Coroa norueguesa                 | kr                | NOK        | Øre                 | 100         |
| Omã                                    | Rial omanense                    | RO                | OMR        | Baisa               | 1000        |
| Paquistão                              | Rupia do Paquistão               | Re ou Rs (pl.)    | PKR        | Paisa               | 100         |
| Palau                                  | Dólar dos Estados Unidos         | $                 | USD        | Cent                | 100         |
| Palestina                              | Novo shekel israelense           | ₪                 | ILS        | Agora               | 100         |
| Palestina                              | Dinar jordano                    | JD                | JOD        | Piastre             | 100         |
| Panamá                                 | Balboa (moeda)                   | B/                | PAB        | Centésimo           | 100         |
| Panamá                                 | Dólar dos Estados Unidos         | $                 | USD        | Cent                | 100         |
| Papua-Nova Guiné                       | Kina                             | K                 | PGK        | Toea                | 100         |
| Paraguai                               | Guarani (moeda)                  | ₲                 | PYG        | Céntimo             | 100         |
| Peru                                   | Sol                              | S/                | PEN        | Céntimo             | 100         |
| Filipinas                              | Peso filipino                    | ₱                 | PHP        | Sentimo             | 100         |
| Ilhas Pitcairn                         | Dólar neozelandês                | $                 | NZD        | Cent                | 100         |
| Ilhas Pitcairn                         | Dólar das Ilhas Pitcairn [en]    | $                 | (nenhum)   | Cent                | 100         |
| Polônia                                | Złoty                            | zł                | PLN        | Grosz               | 100         |
| Portugal                               | Euro                             | €                 | EUR        | Cent                | 100         |
| Catar                                  | Rial catarense                   | QR                | QAR        | Dirham              | 100         |
| Romênia                                | Leu romeno                       | Leu ou Lei (pl.)  | RON        | Ban                 | 100         |
| Rússia                                 | Rublo russo                      | ₽                 | RUB        | Kopeck              | 100         |
| Ruanda                                 | Franco ruandês                   | FRw               | RWF        | Centime             | 100         |
| Saba                                   | Dólar dos Estados Unidos         | $                 | USD        | Cent                | 100         |
| República Árabe Saaraui Democrática    | Dirrã marroquino                 | DH                | MAD        | Centime             | 100         |
| República Árabe Saaraui Democrática    | Peseta saaraui                   | Pta ou Pts (pl.)  | (none)     | Centime             | 100         |
| Santa Helena                           | Libra de Santa Helena            | £                 | SHP        | Penny               | 100         |
| Santa Helena                           | Libra esterlina                  | £                 | GBP        | Penny               | 100         |
| São Cristóvão e Neves                  | Dólar do Caribe Oriental         | EC$               | XCD        | Cent                | 100         |
| Santa Lúcia                            | Dólar do Caribe Oriental         | EC$               | XCD        | Cent                | 100         |
| São Pedro e Miquelão                   | Euro                             | €                 | EUR        | Cent                | 100         |
| São Pedro e Miquelão                   | Dólar canadense                  | $                 | CAD        | Cent                | 100         |
| São Vicente e Granadinas               | Dólar do Caribe Oriental         | EC$               | XCD        | Cent                | 100         |
| Samoa                                  | Tala                             | $                 | WST        | Sene                | 100         |
| São Bartolomeu                         | Euro                             | €                 | EUR        | Cent                | 100         |
| San Marino                             | Euro                             | €                 | EUR        | Cent                | 100         |
| São Tomé and Príncipe                  | Dobra são-tomense                | Db                | STN        | Cêntimo             | 100         |
| Arábia Saudita                         | Rial                             | Rl ou Rls (pl.)   | SAR        | Halala              | 100         |
| Senegal                                | Franco CFA da África Ocidental   | F.CFA             | XOF        | Centime             | 100         |
| Sérvia                                 | Dinar sérvio                     | DIN               | RSD        | Para                | 100         |
| Seicheles                              | Rupia das Seicheles              | Re ou Rs (pl.)    | SCR        | Cent                | 100         |
| Serra Leoa                             | Leone (moeda)                    | Le                | SLE        | Cent                | 100         |
| Singapura                              | Dólar de Singapura               | $                 | SGD        | Cent                | 100         |
| Singapura                              | Dólar de Brunei                  | $                 | BND        | Sen                 | 100         |
| Santo Eustáquio                        | Dólar dos Estados Unidos         | $                 | USD        | Cent                | 100         |
| São Martinho                           | Florim das Antilhas Neerlandesas | ƒ                 | ANG        | Cent                | 100         |
| Eslováquia                             | Euro                             | €                 | EUR        | Cent                | 100         |
| Eslovênia                              | Euro                             | €                 | EUR        | Cent                | 100         |
| Ilhas Salomão                          | Dólar das Ilhas Salomão          | $                 | SBD        | Cent                | 100         |
| Somália                                | Xelim somaliano                  | Sh ou Shs (pl.)   | SOS        | Cent                | 100         |
| Somalilândia                           | Xelim somalilandês               | Sh ou Shs (pl.)   | (nenhum)   | Cent                | 100         |
| África do Sul                          | Rand                             | R                 | ZAR        | Cent                | 100         |
| Ossétia do Sul                         | Rublo russo                      | ₽                 | RUB        | Kopeck              | 100         |
| Sudão do Sul                           | Libra sul-sudanesa               | SS£               | SSP        | Piaster             | 100         |
| Espanha                                | Euro                             | €                 | EUR        | Cent                | 100         |
| Sri Lanka                              | Rupia do Sri Lanka               | Re ou Rs (pl.)    | LKR        | Cent                | 100         |
| Sudão                                  | Libra sudanesa                   | LS                | SDG        | Piastre             | 100         |
| Suriname                               | Dólar do Suriname                | $                 | SRD        | Cent                | 100         |
| Suécia                                 | Coroa sueca                      | kr                | SEK        | Öre                 | 100         |
| Suíça                                  | Franco suíço                     | Fr                | CHF        | Rappen              | 100         |
| Síria                                  | Libra síria                      | LS                | SYP        | Piastre             | 100         |
| Taiwan                                 | Novo dólar taiwanês              | $                 | TWD        | Cent                | 100         |
| Tajiquistão                            | Somoni                           | SM                | TJS        | Dirrã               | 100         |
| Tanzânia                               | Xelim tanzaniano                 | Sh ou Shs (pl.)   | TZS        | Cent                | 100         |
| Tailândia                              | Baht                             | ฿                 | THB        | Satang              | 100         |
| Togo                                   | Franco CFA da África Ocidental   | F.CFA             | XOF        | Centime             | 100         |
| Tonga                                  | Pa'anga                          | T$                | TOP        | Seniti              | 100         |
| Transnístria                           | Rublo transnístrio               | р                 | (nenhum)   | Kopeck              | 100         |
| Trinidade e Tobago                     | Dólar de Trindade e Tobago       | $                 | TTD        | Cent                | 100         |
| Tunísia                                | Dinar tunisiano                  | DT                | TND        | Millime             | 1000        |
| Turquia                                | Lira turca                       | ₺                 | TRY        | Kuruş               | 100         |
| Turcomenistão                          | Manate turcomeno                 | m                 | TMT        | Tenge               | 100         |
| Ilhas Turcas e Caicos                  | Dólar dos Estados Unidos         | $                 | USD        | Cent                | 100         |
| Tuvalu                                 | Dólar tuvaluano                  | $                 | (nenhum)   | Cent                | 100         |
| Tuvalu                                 | Dólar australiano                | $                 | AUD        | Cent                | 100         |
| Uganda                                 | Xelim ugandês                    | Sh ou Shs (pl.)   | UGX        | (nenhuma)           | (nenhum)    |
| Ucrânia                                | Grívnia                          | ₴                 | UAH        | Kopeck              | 100         |
| Emirados Árabes Unidos                 | Dirrã dos Emirados Árabes Unidos | Dh ou Dhs (pl.)   | AED        | Fils                | 100         |
| Reino Unido                            | Libra esterlina                  | £                 | GBP        | Penny               | 100         |
| Estados Unidos                         | Dólar dos Estados Unidos         | $                 | USD        | Cent                | 100         |
| Uruguai                                | Peso uruguaio                    | $                 | UYU        | Centésimo           | 100         |
| Uzbequistão                            | Som (moeda usbeque)              |                   | UZS        | Tiyin               | 100         |
| Vanuatu                                | Vatu                             | VT                | VUV        | Cent                | 100         |
| Vaticano                               | Euro                             | €                 | EUR        | Cent                | 100         |
| Venezuela                              | Bolívar venezuelano              | Bs.S              | VES        | Céntimo             | 1           |
| Venezuela                              | Bolívar venezuelano digital      | Bs.D              | VED        | Céntimo             | 100         |
| Venezuela                              | Dólar dos Estados Unidos         | $                 | USD        | Cent                | 100         |
| Vietnã                                 | Đồng                             | ₫                 | VND        | Hào                 | 10          |
| Wallis e Futuna                        | Franco CFP                       | ₣                 | XPF        | Centime             | 100         |
| Iémen                                  | Rial iemenita                    | Rl ou Rls (pl.)   | YER        | Fils                | 100         |
| Zâmbia                                 | Kwacha zambiano                  | K                 | ZMW        | Ngwee               | 100         |
| Zimbabue                               | Ouro do Zimbábue                 | $                 | ZiG        | Cent                | 100         |
| Zimbabue                               | Ouro de Zimbabue [en]            | ZiG               | ZWG        | (nenhuma)           | (nenhum)    |
| Zimbabue                               | Dólar dos Estados Unidos         | $                 | USD        | Cent                | 100         |

## Moedas por número de países/territórios
| Moeda                            | Símbolo or Abrev. | Código ISO | Unidade fracionária | Número base | Número de países/ territórios | Países/ territórios |
| -------------------------------- | ----------------- | ---------- | ------------------- | ----------- | ----------------------------- | --- |
| Euro                             | €                 | EUR        | Cent                | 100         | 43                            | Acrotíri e Deceleia, Andorra, Áustria, Bélgica, Croácia, Chipre, Estônia, Finlândia (Åland), França (Guiana Francesa, Terras Austrais e Antárticas Francesas, Guadalupe, Martinica, Mayotte, Reunião, São Bartolomeu, São Martinho, São Pedro e Miquelão), Alemanha, Grécia (Monte Atos), Irlanda, Itália, Kosovo, Letônia, Lituânia, Luxemburgo, Malta, Mônaco, Montenegro, Países Baixos, Portugal (Açores, Madeira), San Marino, Eslováquia, Eslovênia, Espanha (Ilhas Canárias, Ceuta, Melilha),Vaticano |
| Dólar dos Estados Unidos         | $                 | USD        | Cent                | 100         | 23                            | Estados Unidos (Samoa Americana, Guam, Ilhas Marianas Setentrionais, Porto Rico, Ilhas Virgens Americanas), Bonaire, Território Britânico do Oceano Índico, Ilhas Virgens Britânicas, Camboja, Timor-Leste, Equador, El Salvador, Libéria, Ilhas Marshall, Micronésia, Palau, Panamá, Saba, Sint Eustatius, Ilhas Turcas e Caicos, Venezuela, Zimbábue |
| Dólar australiano                | $                 | AUD        | Cent                | 100         | 11                            | Austrália (Ilhas Ashmore e Cartier, Território Antártico Australiano, Ilha Christmas, Ilhas Cocos, Ilhas do Mar de Coral, Ilha Heard e Ilhas McDonald, Ilha Norfolque), Kiribati, Nauru, Tuvalu |
| Libra esterlina                  | £                 | GBP        | Penny               | 100         | 10                            | Reino Unido (Bailiado de Guernsey, Ilha de Man, Jersey, Ilhas Malvinas, Gibraltar, Ilhas Geórgia do Sul e Sandwich do Sul, Santa Helena, Território Antártico Britânico, Tristão da Cunha) |
| Dólar do Caribe Oriental         | EC$               | XCD        | Cent                | 100         | 8                             | Anguila, Antígua e Barbuda, Dominica, Granada, Monserrate, São Cristóvão e Névis, Santa Lúcia, São Vicente e Granadinas |
| Franco CFA da África Ocidental   | Fr, F.CFA         | XOF        | Centime             | 100         | 8                             | Benim, Burquina Fasso, Costa do Marfim, Guiné-Bissau, Mali, Níger, Senegal, Togo |
| Dólar neozelandês                | $                 | NZD        | Cent                | 100         | 6                             | Nova Zelândia (Ilhas Cook, Niue, Dependência de Ross, Toquelau), Ilhas Pitcairn |
| Coroa norueguesa                 | kr                | NOK        | Øre                 | 100         | 6                             | Noruega (Ilha Bouvet, Jan Mayen, Ilha de Pedro I, Terra da Rainha Maud, Svalbard) |
| Franco CFA da África Central     | Fr, F.CFA         | XAF        | Centime             | 100         | 6                             | Camarões, República Centro-Africana, Chade, República do Congo, Guiné Equatorial, Gabão |
| Rand                             | R                 | ZAR        | Cent                | 100         | 4                             | South Africa, Eswatini, Lesotho, Namibia |
| Franco CFP                       | ₣, F, or Fr       | XPF        | Centime             | 100         | 3                             | Polinésia Francesa, Nova Caledônia, Wallis e Futuna |
| Peso chileno                     | $                 | CLP        | Centavo             | 100         | 3                             | Chile (Território Antártico Chileno, Ilha de Páscoa) |
| Coroa dinamarquesa               | kr                | DKK        | Øre                 | 100         | 3                             | Dinamarca (Ilhas Faroe, Groenlândia) |
| Rupia indiana                    | ₹                 | INR        | Paisa               | 100         | 3                             | Índia, Butão, Nepal |
| Rublo russo                      | ₽                 | RUB        | Kopeck              | 100         | 3                             | Rússia, Abecásia, Ossétia do Sul |
| Lira turca                       | ₺                 | TRY        | Kuruş               | 100         | 2                             | Turquia, Chipre do Norte |
| Dinar argelino                   | DA                | DZD        | Centime             | 100         | 2                             | Argélia, República do Saarauí |
| Uguia                            | UM                | MRU        | Khoums              | 5           | 2                             | Mauritânia, República do Saarauí |
| Dirrã marroquino                 | DH                | MAD        | Centime             | 100         | 2                             | Marrocos, República do Saarauí |
| Novo shekel israelense           | ₪                 | ILS        | Agora               | 100         | 2                             | Israel, Palestina |
| Dinar jordano                    | د.أ               | JOD        | Piastre             | 100         | 2                             | Jordânia, Palestina |
| Dólar de Brunei                  | B$                | BND        | Sen                 | 100         | 2                             | Brunei, Singapura |
| Dólar de Singapura               | $, S$             | SGD        | Cent                | 100         | 2                             | Singapura, Brunei |
| Dólar de Hong Kong               | $, HK$ or 元      | HKD        | Cent                | 100         | 2                             | Hong Kong, Macau |
| Franco suíço                     | Fr                | CHF        | Rappen              | 100         | 2                             | Suíça, Liechtenstein |
| Florim das Antilhas Neerlandesas | ƒ, NAƒ, NAf, or f | ANG        | Cent                | 100         | 2                             | Curaçao, São Martinho |
| Libra de Santa Helena            | £                 | SHP        | Penny               | 100         | 2                             | Santa Helena, Ilha de Ascensão |
| Libra das Ilhas Malvinas         | £                 | FKP        | Penny               | 100         | 2                             | Ilhas Malvinas, Geórgia do Sul e Ilhas Sandwich do Sul |
| Dólar canadense                  | $                 | CAD        | Cent                | 100         | 2                             | Canadá, São Pedro e Miquelão |